# Rhipicera attenuata
Rhipicera attenuata is een keversoort uit de familie Rhipiceridae. De wetenschappelijke naam van de soort is voor het eerst geldig gepubliceerd in 1843 door Westwood.